# ديكاتورفيل (تينيسي)
ديكاتورفيل (بالإنجليزية: Decaturville, Tennessee)‏ هي بلدة تقع بولاية تينيسي في الولايات المتحدة. تبلغ مساحتها 4.4 (كم²)، وترتفع عن سطح البحر 158 م، بلغ عدد سكانها 867 نسمة في عام 2010 حسب إحصاء مكتب تعداد الولايات المتحدة .

## التركيبة السكانية
حدّد مكتب تعداد الولايات المتحدة بيانات التركيبة السكانية لديكاتورفيل في تعداد الولايات المتحدة. في ما يلي، التركيبة السكانية حسب تعدادي 2000 و2010.

### تعداد عام 2000
بلغ عدد سكان ديكاتورفيل 859 نسمة بحسب تعداد عام 2000، وبلغ عدد الأسر 349 أسرة وعدد العائلات 215 عائلة مقيمة في البلدة. في حين سجلت الكثافة السكانية 200.7 نسمة لكل كيلومتر مربع (519.8/ميل2). وبلغ عدد الوحدات السكنية 396 وحدة بمتوسط كثافة قدره 92.5 لكل كيلومتر مربع (239.6/ميل2).
وتوزع التركيب العرقي للبلدة بنسبة 85.91% من البيض و11.87% من الأمريكيين الأفارقة و0.12% من الأمريكيين الأصليين و0.12% من الأعراق الأخرى و1.98% من عرقين مختلطين أو أكثر و0.12% من الهسبانيون أو اللاتينيون من أي عرق.
بلغ عدد الأسر 349 أسرة كانت نسبة 28.7% منها لديها أطفال تحت سن الثامنة عشر تعيش معهم، وبلغت نسبة الأزواج القاطنين مع بعضهم البعض 46.7% من أصل المجموع الكلي للأسر، ونسبة 11.7% من الأسر كان لديها معيلات من الإناث دون وجود شريك،  بينما كانت نسبة 3.2% من الأسر لديها معيلون من الذكور دون وجود شريكة وكانت نسبة 38.4% من غير العائلات. تألفت نسبة 35.8% من أصل جميع الأسر من عدة أفراد يعيشون في نفس المنزل ونسبة 17.5% كانت تتألف من شخص يعيش بمفرده يبلغ من العمر 65 عاماً أو أكثر. وبلغ متوسط حجم الأسرة المعيشية 2.21، أما متوسط حجم العائلات فبلغ 2.86.
بلغ العمر الوسطي للسكان 43.1 عاماً. وكانت نسبة 20.4% من القاطنين تحت سن الثامنة عشر، وكانت نسبة 8.8% بين الثامنة عشر والرابعة والعشرين عاماً، ونسبة 21.8% كانت واقعةً في الفئة العمرية ما بين الخامسة والعشرين والرابعة والأربعين عاماً، ونسبة 23.7% كانت ما بين الخامسة والأربعين والرابعة والستين، ونسبة 15% كانت ضمن فئة الخامسة والستين عاماً فما فوق. يوجد لكل 100 أنثى 88.5 ذكر، ويوجد لكل 100 أنثى في الثامنة عشر من عمرها فما فوق 88.0 ذكر.
بلغ متوسط دخل الأسرة في البلدة 23,056 دولارًا، أما متوسط دخل العائلة فبلغ 37,857 دولارًا. وكان متوسط دخل الذكور 30,815 دولارًا مقابل 21,103 دولارًا للإناث. وسجل دخل الفرد الخاص بالبلدة 14,864 دولارًا. وكانت نسبة 17.9% من العائلات ونسبة 22.4% من السكان تحت خط الفقر، وكان من هؤلاء نسبة 29% تحت سن الثامنة عشر ونسبة 23.7% في الخامسة والستين من العمر وما فوق.

### تعداد عام 2010
بلغ عدد سكان ديكاتورفيل 867 نسمة بحسب تعداد عام 2010، وبلغ عدد الأسر 330 أسرة وعدد العائلات 198 عائلة مقيمة في البلدة. في حين سجلت الكثافة السكانية 202.6 نسمة لكل كيلومتر مربع (524.7/ميل2). وبلغ عدد الوحدات السكنية 390 وحدة بمتوسط كثافة قدره 91.1 لكل كيلومتر مربع (235.9/ميل2).
وتوزع التركيب العرقي للبلدة بنسبة 85.24% من البيض و12.80% من الأمريكيين الأفارقة و0.23% من الأمريكيين الأصليين و0.12% من سكان جزر المحيط الهادئ و1.61% من عرقين مختلطين أو أكثر و1.38% من الهسبانيون أو اللاتينيون من أي عرق.
بلغ عدد الأسر 330 أسرة كانت نسبة 29.4% منها لديها أطفال تحت سن الثامنة عشر تعيش معهم، وبلغت نسبة الأزواج القاطنين مع بعضهم البعض 40% من أصل المجموع الكلي للأسر، ونسبة 13% من الأسر كان لديها معيلات من الإناث دون وجود شريك،  بينما كانت نسبة 7% من الأسر لديها معيلون من الذكور دون وجود شريكة وكانت نسبة 40% من غير العائلات. تألفت نسبة 34.2% من أصل جميع الأسر من عدة أفراد يعيشون في نفس المنزل ونسبة 15.2% كانت تتألف من شخص يعيش بمفرده يبلغ من العمر 65 عاماً أو أكثر. وبلغ متوسط حجم الأسرة المعيشية 2.29، أما متوسط حجم العائلات فبلغ 2.95.
بلغ العمر الوسطي للسكان 44.1 عاماً. وكانت نسبة 20.4% من القاطنين تحت سن الثامنة عشر، وكانت نسبة 8% بين الثامنة عشر والرابعة والعشرين عاماً، ونسبة 22.6% كانت واقعةً في الفئة العمرية ما بين الخامسة والعشرين والرابعة والأربعين عاماً، ونسبة 23.4% كانت ما بين الخامسة والأربعين والرابعة والستين، ونسبة 25.6% كانت ضمن فئة الخامسة والستين عاماً فما فوق. وتوزع التركيب الجنسي للسكان بنسبة 46.4% ذكور و53.6% إناث.

## وصلات خارجية
- The US50 - Cities and Towns in Tennessee State
- Tennessee Cities and Towns, Facts, Map, Flag, Colleges, Government, and More